# Vernis à graver
Le vernis à graver est un vernis particulier utilisé dans le procédé de la gravure à l'eau-forte. 
Il s’agit d’un mélange de bitume, de poix et de cire. 
Le vernis “ à graver ” se présente sous deux formes : 
- Dur, sous forme de boule : il s’applique à chaud, fondu, à l’aide d’un tampon de cuir
- Mou sous forme liquide : il s’étale à froid au pinceau. À ne pas confondre avec la technique du vernis mou qui est un procédé de gravure à part entière.

Son but est de protéger la plaque de métal de l'action caustique de l’acide. Il est appliqué sur la plaque préalablement nettoyée puis partiellement enlevé à l'aide d'une pointe émoussée afin de réaliser le dessin. Placée ensuite dans un bain d'acide, la plaque sera 'mordue' aux endroits laissés à nu et restera intacte sur toutes les zones recouvertes par le vernis.  
Le vernis sera ôté au white spirit avant l'encrage et l'impression.